# Штедтлен
Штедтлен (њем. Stödtlen) општина је у њемачкој савезној држави Баден-Виртемберг. Једно је од 42 општинска средишта округа Осталб. Према процјени из 2010. у општини је живјело 1.971 становника. Посједује регионалну шифру (AGS) 8136068.

## Географски и демографски подаци
Штедтлен се налази у савезној држави Баден-Виртемберг у округу Осталб. Општина се налази на надморској висини од 489 метара. Површина општине износи 31,2 km². У самом мјесту је, према процјени из 2010. године, живјело 1.971 становника. Просјечна густина становништва износи 63 становника/km².